# Эрзурумская операция
Эрзурумская операция — крупное зимнее наступление русской армии на Кавказском фронте во время Первой мировой войны. Русская Кавказская армия разгромила 3-ю турецкую армию и захватила стратегически важный город Эрзурум, открыв себе дорогу вглубь Турции.

## Общее положение дел
До геноцида армян, город населяли в основном армяне. Эрзурум имел ключевое значение для России и был «воротами» в Пассинскую долину и в долину Евфрата. Здесь сходились важные пути: на Батум, на Ольты и Ардаган, от Евфрата шли дороги на север — к Трапезунду и Ризе, и на юг — к Мушу и Битлису. Поэтому в Первую мировую Эрзурум связывал воедино турецкий фронт на Кавказе, позволял оперировать силами и резервами, здесь находились центр управления 3-й армии и её главная тыловая база. Столь важный пункт был хорошо защищён. Он и раньше представлял собой мощную твердыню, но при помощи немцев турки модернизировали старые фортификации, возвели новые, добавили пулёметы и артиллерию, и к концу 1915 года Эрзерум представлял собой огромный укрепрайон, который трудно проходимые горы в сочетании с мощными фортификационными сооружениями превращали в неприступную крепость. Чтобы попасть в саму Пассинскую долину, требовалось взять сильные Кеприкейские позиции. За ними дорогу в узком месте между горами перекрывала крепость Гасан-кала. А с севера на дальних подступах Эрзурум ограждали укреплённые населённые пункты Тортум, Вейчихас, Шакляры, Кызыл-Килиса, Кош.
К концу 1915 года завершилась Дарданелльская операция, после которой у турок освобождалась значительная военная группировка, которую турецкое командование планировало перебросить на русский фронт, чтобы переломить ход боевых действий в свою пользу. Это понимал Юденич и, упреждая прибытие на Кавказ турецких подкреплений, сам решил перейти в наступление, надеясь разгромить 3-ю турецкую армию и захватить Эрзурум, а затем и важный портовый город Трапезунд.
Кавказская армия насчитывала 154 тыс. штыков и 27,5 тыс. сабель при 375 орудиях и 450 пулеметах. У турок в составе 3-й армии было 134 тыс. штыков и сабель при 122 орудиях плюс 400 орудий крепостной артиллерии.
Турки зимнего наступления русских не ожидали, решив, что на Кавказском фронте наступила неизбежная зимой пауза, и перебросили с русского фронта корпус Халил-бея в Ирак. Туда же стали отправлять первые эшелоны войск, освободившихся в Дарданеллах. Планировалось к весне разгромить англичан в Месопотамии, а потом всеми силами обрушиться на армию Юденича.

Военный историк Николай Георгиевич Корсун писал:
Перед началом Эрзурумской операции, в связи с планом создания в пределах Азиатской Турции "независимой" Великой Армении, русская дипломатия стремилась, с одной стороны, к выходу на побережье Средиземного моря, к Александреттскому заливу, на который претендовала Франция, с другой стороны — к завладению обширной береговой полосой Чёрного моря и г. Синоп, лучшей морской базой на этом море; и здесь опять сталкивались интересы царской России и Франции.
На юге же зона "преобладания" интересов России примыкала к Мосульскому нефтеносному району, на который одновременно претендовали Англия и Франция... В общем, Эрзурумская операция привлекла особое внимание Англии к Месопотамскому театру и вызвала с ее стороны меры, направленные к тому, чтобы не допустить проникновения туда русской армии... Отсутствие взаимодействия русского и английского командования на турецких театрах позволило германо-турецкому командованию создать затруднения союзникам не только в Турции, но и в Персии, в Афганистане и на границах Индии

## Ход боевых действий

### Взятие Кеприкейской позиции и крепости Гасан-кала
Штаб Кавказской армии разработал операцию по взятию Кеприкейской позиции и крепости Гасан-кала, прикрывавших путь к Эрзуруму. Главный удар наносили на правом северном фланге Кавказской армии 2-й Туркестанский армейский корпус генерала Пржевальского и 1-й Кавказский армейский корпус генерала Калитина. Им предписывалось наступать через горы Гай-даг и Коджух, прорваться через несколько линий обороны и выйти в тыл турецким войскам, занимавшим Кеприкейскую позицию.
В центре фронта, нанося вспомогательный удар на Хныс и Муш, турок атаковал 4-й Кавказский корпус Де-Витта, Приморская группа генерала Ляхова наступала на побережье, Батумский отряд кораблей должен был сорвать турецкие перевозки через Трапезунд.
7 января после сильной артподготовки части 2-го Туркестанского корпуса Пржевальского пошли в атаку и захватили передовую линию вражеских окопов на горах Гай-дага. Турки стали контратаковать. Но турецкое командование бросало в бой свои части поспешно и разрозненно, и Туркестанский корпус, отбивая встречные удары, продолжал постепенно продвигаться вперед. 12 января началось общее наступление 2-го Туркестанского и 1-го Кавказского корпусов. За двое суток непрерывных боёв русские корпуса смяли левый северный фланг турецкой обороны, и 14 января вышли в тыл Кеприкейской позиции противника, угрожая её коммуникациям с Эрзурумом. Начались тяжелые, кровопролитные встречные бои.
Командующий 3-й турецкой армии Махмут Камиль-паша, чтобы сдержать натиск русских, перебрасывал на север части с южного фланга, в конце концов, ослабив его до предела, чем воспользовался Юденич. 18 января он нанёс удар по ослабленному южному флангу турецкой обороны. Оборона турок дрогнула и развалилась. Началось беспорядочное отступление. Русские захватили более 2 тыс. пленных, и ринулись в преследование. Юденич направил в прорыв из своего резерва Сибирскую казачью бригаду генерала Раддаца, и она стремительным броском 19 января с ходу ворвалась в крепость Гасан-кала, не позволив отступающим туркам занять в ней оборону. Перемешавшиеся части противника откатились в Эрзурум.

### Крепость Эрзурум
Главная система Эрзурумских укреплений представляла собой труднопроходимые горы, умело оборудованные мощными фортификационными сооружениями.
Для наглядности можно представить, что очертания горных хребтов у Эрзурума имеют в некоем приближении форму буквы «Z» (север «сверху»). Верхняя черта — хребет Гяур-даг (гора неверных), нижняя — хребет Палантекен. А косая черта — горы Деве-Бойну, преграждающие путь к самому городу и его цитадели, лежащему в 10 км западнее, за «нижним углом» буквы.
А «верхний правый угол» прикрывался нагорьем Карга-Базар, и между ним и хребтом Гяур-дага имелся проход Гурджи-Богаз. Горы были серьёзные, высота их достигала 2400 м, и укрепили их на совесть.
С севера была построена полевая оборона, а дорога через Гурджи-Богаз запиралась двумя фортами. Хребет Деве-Бойну был вообще превращен в единую фортификационную позицию — на нём в 2 линии были возведены 11 фортов: каменных многоярусных башен с бойницами для орудий, приспособленных для круговой обороны. С юга, со стороны хребта Палантекен — ещё 2 форта. Подступы к фортам защищались валами, системами рвов, между ними были установлены промежуточные батареи и пулемётные гнёзда, способные перекрестным огнём простреливать всю местность. Общая протяженность оборонительных позиций составляла 40 км.

### План Юденича
Захватить укрепления Эрзурума с ходу, как крепость Гасан-калы, было нереально. Юденич приостановил наступление и начал подготовку к штурму Эрзурума. Он лично руководил работой своего авиаотряда, ставя задачи на детальную разведку. Солдаты обучались предстоящим действиям на высотах в своем тылу. Продумывалось и отрабатывалось четкое взаимодействие разных родов войск. Для этого командующий применил новшество, создавая штурмовые отряды — на важнейших направлениях полкам пехоты придавались орудия, дополнительные пулеметы и саперные подразделения, чтобы разрушать долговременные укрепления врага.
К началу операции Кавказская армия имела в своем составе 126 1/2 батальонов, 372 орудия, 208 сотен, 20 1/2 инженерных рот, 52 дружины ополчения. Стоявшая против нее 3-я турецкая армия насчитывала 123 батальона, 122 орудия, 40 эскадронов и 8000–10000 курдов. Таким образом, Кавказская армия при равенстве сил в пехоте (по числу батальонов) превосходила 3-ю турецкую армию в три раза в артиллерии и в пять раз в регулярной коннице. Кроме того, русские располагали авиацией, которой у турок в этот период на Армянском театре еще не было.
Состав русских батальонов доходил в среднем до 800 штыков, а в 39-й пехотной дивизии превосходил 1 000 штыков, тогда как турецкие батальоны в среднем насчитывали по 500 штыков. Сообразно этому 3-я турецкая армия была в состоянии сосредоточить к району — операций до 60 000 штыков, русские же располагали силами до 75 000 штыков. Главные силы обеих сторон были развернуты на фронте от Черного моря у Архане до южного берега озера Ван.
Для участия в штурме привлекались 2-й Туркестанский корпус и 1-й Кавказский, а резерв составили Сибирская и 2-я Оренбургская казачьи бригады: всего 60 тыс. чел., 166 полевых орудий, 29 гаубиц и тяжелый дивизион из 16 мортир калибра 152 мм. На подготовку отводилось 3 недели.
Замысел Юденича состоял в том, чтобы прорвать фронт на северном правом фланге и, обойдя самые мощные оборонительные позиции турок, ударить на Эрзурум с западной, внутренней стороны хребта Деве-Бойну во фланг и тыл 3-й турецкой армии. Чтобы враг не мог усиливать одни участки за счет других, атаковать его предстояло одновременно по всей линии укреплений, десятью колоннами, без передышек, круглосуточно. Свои силы Юденич распределил неравномерно, и наступающие колонны были неравнозначны. Удары наносились как бы со «ступенчатым» наращиванием и взаимным усилением в сторону правого крыла.

### Взятие Эрзурума
При начале штурма Юденич решил использовать фактор внезапности и атаковать турецкие позиции ночью под прикрытием метели. Атакующие русские части в своих маскхалатах становились невидимыми врагу.
Наступление было назначено на 11 февраля. Артподготовка началась в 14.00, а в 23 часа русские войска пошли на штурм. Ожидания Юденича оправдались, турки, не видя атакующие русские части, вынуждены были вести огонь вслепую, наугад, практически не причиняя вреда. Русские солдаты ворвались на позиции противника.
В течение двух суток бойцы ударных групп взламывали северный фланг турецкой обороны, беря одну укреплённую позицию за другой, захватывая один неприступный форт за другим, и 13 февраля вышли к самому сильному и последнему рубежу обороны крепости на северном фланге, форту Тафта. 14 февраля форт Тафта, атакованный кубанскими пластунами и стрелками 2-го Туркестанского корпуса, пал.
Весь северный фланг турецкой системы укреплений был взломан и русские войска вышли в тыл эрзурумской обороны. Тогда Юденич приказал корпусу Пржевальского изменить направление удара и двигаться не на Эрзерум, а повернуть за запад, на Аш-калу, и перехватить сообщения 3-й турецкой армии. В прорыв была введена конница: Сибирская бригада и полки 5-й казачьей дивизии. Одновременно 1-й Кавказский корпус Калитина возобновил атаки с фронта, и турки заметались — русские выходили им в глубокий тыл, грозя перерезать пути отхода. Ещё державшиеся форты превращались в ловушки.
Турецкие части начали спешно оставлять эти форты — Узун-Ахмет, Кабурга, Ортаюнов, Сивишик. Сам Эрзурум оборонять уже никто не стал. Вся 3-я турецкая армия с турецким и немецким командованием во главе устремилась в бегство. В 5 часов утра 16 февраля части Кавказской армии без боя вошли в Эрзурум.

## Реакция
Из Иллюстрированного журнала «Искры» от 3 апреля 1916 года:

От Эрзерума к Трапезунду. Наши доблестные кавказские войска, заняв Эрзерум и оставив его далеко позади себя, победоносно продвигаются вперёд. Заняв 15-го марта город Офь и форсировав реку Огене-дере, они вступили на плацдарм, изрезанный параллельно текущими в глубоких долинах реками и ручьями. Приходится вести атаки в очень глубоком снегу, преодолевая при этом большое количество горных расщелин. На этом плацдарме, прикрывающем подступы к Трапезунду, турки оказывают упорное сопротивление, но наши, сбивая врага, уже 24-го марта перешли вторую реку Каре-дере. Отбросив неприятеля за реку Каре-дере, наши войска подошли почти к самому городу Сюрмене и теперь находятся в расстоянии всего 28 верст от Трапезунда.
Из доклада кандидата исторических наук Арутюняна Авага:

Глава Армянской епархии Грузии епископ Месроп писал наместнику Кавказа, великому князю Николаю Николаевичу: «Отныне Армения освобождается от страшнейшего турецкого ига, и народ армянский, благословляя Ваше имя, как святое, передает своим грядущим поколениям». Наместник ответил: «Да поможет Господь для всеобщего блага закрепить навсегда Эрзерум как часть единого Российского государства и тем положить конец вековым страданиям христиан, находящихся под турецким гнетом».

## Итоги
Кавказская армия генерала Юденича продвинулись на 150 км. Турецкая 3-я армия была разгромлена полностью. Она потеряла больше половины своего состава: 66 тыс. человек убитыми и ранеными и пленными, в том числе 13 тыс. попало в плен. Было взято также 9 знамён и 323 орудия. Русская армия потеряла 2300 убитыми и 14,7 тыс. ранеными.
Взятие Эрзурума открыло русским путь на Трапезунд (Трабзон), который был взят в апреле, а позже, в июле, был взят Эрзинджан. Русская армия глубоко продвинулась на территорию Османской империи.